# تورتلی

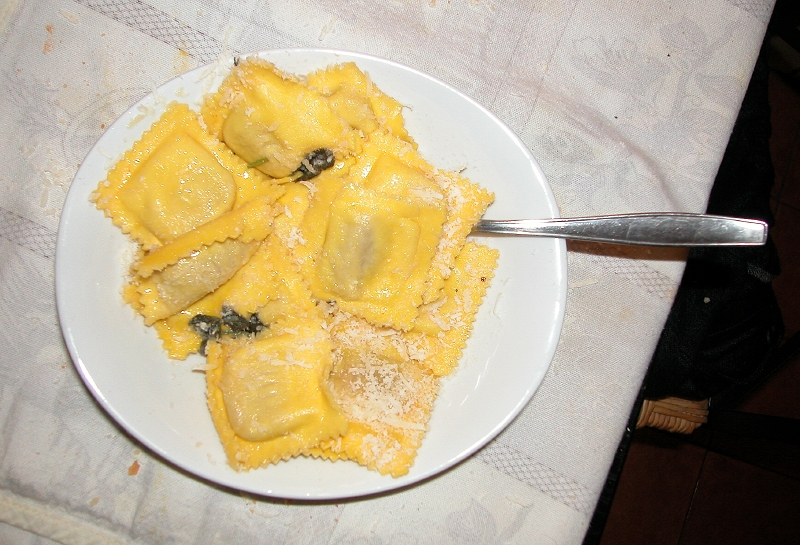
Tortelli di zucca al burro e salvia (تورتلی پر شده از کدو تنبل با کره و مریم گلی)

تورتلی نوعی پاستای پر شده است که به‌طور سنتی در مناطق امیلیا-رومانا، لومباردی و توسکانی ایتالیا تهیه می‌شود. این پاستا در اشکال مختلفی یافت می‌شود، از جمله مربع (مشابه راویولی), نیم‌دایره (مشابه اگنولینی) یا پیچیده به شکل گرد و کلاهی (مشابه کاپلتی). این غذا می‌تواند با کره ذوب شده، سس بولونیزی، آبگوشت یا سایر سس‌ها سرو شود.